# Triaina isodonte
Triaina isodonte là một loài chân đều trong họ Janirellidae. Loài này được Just miêu tả khoa học năm 2009.